# Calonarius sodagnitus
Calonarius sodagnitus (Rob. Henry) Niskanen & Liimat. – gatunek grzybów należący do rodziny zasłonakowatych (Cortinariaceae).

## Systematyka i nazewnictwo
Pozycja w klasyfikacji według Index Fungorum: Calonarius, Cortinariaceae, Agaricales, Agaricomycetidae, Agaricomycetes, Agaricomycotina, Basidiomycota, Fungi.
Po raz pierwszy opisał go w 1935 r. Robert Henry nadając mu nazwę Cortinarius sodagnitus. Obecną nazwę nadali mu Tuula Niskanen i Kare Liimatainen w 2022 r.
Synonimy:
- Cortinarius provencalis M.M. Moser 1997
- Cortinarius sodagnitus Rob. Henry 1935
- Cortinarius sodagnitus var. mediocris Bidaud & Reumaux 1993
- Cortinarius sodagnitus Rob. Henry 1935 var. sodagnitus
- Phlegmacium sodagnitum (Rob. Henry) M.M. Moser 1960
- Phlegmacium sodagnitum (Rob. Henry) M.M. Moser 1953[2].

## Morfologia
Kapelusz
Średnica 4–8 cm, za młodu wypukły, potem łukowaty. Powierzchnia w stanie suchym jedwabista, w stanie wilgotnym śliska, lepka i błyszcząca. Barwa początkowo fioletowa, potem fioletoworóżowa, w końcu rdzawa.
Blaszki
Dość gęste, długie fioletowe lub fioletowo różowe, później rdzewiejące.
Trzon
Wysokość 4–9 cm, grubość 1–1,5 cm, walcowaty, w podstawie z bulwą o średnicy do 3 cm. Drobnowłóknisty, początkowo fioletowy, potem liliowy, w końcu rdzawy.
Miąższ
O barwie od białawej do niebieskawej. Zapach słaby, smak gorzki (zwłaszcza pod skórką kapelusza). Pod wpływem KOH barwi się na czerwonawo.
Zarodniki
Elipsoidalne lub migdałowate, umiarkowanie brodawkowane, o rozmiarach 9–11 × 5–6 μm.

## Występowanie i siedlisko
Znane są nieliczne jego stanowiska tylko w niektórych krajach Europy i dwa w Ameryce Północnej. W Polsce gatunek nowy. Po raz pierwszy jego stanowiska podali Ławrynowicz i inni w 2009 r.
Rzadko spotykany w ciepłych lasach liściastych na glebach wapiennych. Od sierpnia do października.